# رودلف لانجه
رودلف لانجه (بالألمانية: Rudolf Lange)‏ هو محامي ألماني، ولد في 18 أبريل 1910 في فايسفاسر في ألمانيا، وتوفي في 23 فبراير 1945 في بوزنان في بولندا.